# Фицбек
Фицбек (њем. Fitzbek) општина је у њемачкој савезној држави Шлезвиг-Холштајн. Једно је од 112 општинских средишта округа Штајнбург. Према процјени из 2010. у општини је живјело 373 становника. Посједује регионалну шифру (AGS) 1061028.

## Географски и демографски подаци
Фицбек се налази у савезној држави Шлезвиг-Холштајн у округу Штајнбург. Општина се налази на надморској висини од 4 метра. Површина општине износи 10,2 km². У самом мјесту је, према процјени из 2010. године, живјело 373 становника. Просјечна густина становништва износи 36 становника/km².